# ハンカチ世代
ハンカチ世代、マー君世代（ハンカチせだい、マーくんせだい）または88年世代は、1988年（昭和63年）度、すなわち1988年（昭和63年）4月2日から1989年（平成元年）4月1日までに生まれた日本のプロ野球選手を総称して呼んでいた言葉。主に2006年夏の甲子園時に高校3年生の世代。

## 名称
「ハンカチ世代」の由来は、夏の甲子園にて「ハンカチ王子」の異名で名を馳せた斎藤佑樹にちなむものである。しかし、彼がプロ入り後目立った活躍ができなかったことから世代名については議論が見られ、同世代でいち早くプロでの実績を挙げた田中将大の愛称から「マー君世代」とも呼ばれている。また、坂本などはハンカチ世代と呼ばれることを明確に拒否するなど、必ずしもこの名称が受け入れられているわけではない。なお、上述の田中将大、前田健太、坂本勇人の3人が発起人役となり、「88年会」を結成している。2015年現在では、世代についての紹介文に「以前は日本ハム斎藤佑を中心に『ハンカチ世代』、『佑ちゃん世代』とも呼ばれた。」と注釈がつくようになるなど、様々なマスメディアが「マー君世代」と呼称するケースも存在する。
ベースボールマガジン社では「プラチナ世代」という名称が使われており、そのほかにも、「88年組」や「88年会」と呼ばれている。
柳田悠岐はハンカチ世代と呼ばれることに肯定的であり、「僕らの世代をまとめて言う時は、この先もずっーと『佑ちゃん世代』ですよ」と述べている。

## 該当する選手一覧
太字は現役選手（MLB含む）。育成選手契約の選手も含む。
|  | 日本プロ野球名球会入り選手 |
|  | タイトル（首位打者、最多本塁打、最多打点、最多盗塁、最多安打、最高出塁率、最優秀防御率、最多勝利、最多奪三振、最高勝率、最多セーブ投手、最優秀中継ぎ投手）獲得者 |

### 2005年入団
|          | ポジション | 生年月日       | 出身高校             |
| -------- | ---------- | -------------- | -------------------- |
| 辻本賢人 | 投手       | 1989年01月06日 | マター・デイ高等学校 |

### 2007年入団
|                      | ポジション | 生年月日       | 出身高校                   |
| -------------------- | ---------- | -------------- | -------------------------- |
| 田中将大             | 投手       | 1988年11月01日 | 駒澤大学附属苫小牧高等学校 |
| 坂本勇人             | 内野手     | 1988年12月14日 | 光星学院高等学校           |
| 前田健太             | 投手       | 1988年04月11日 | PL学園高等学校             |
| 梶谷隆幸             | 外野手     | 1988年08月28日 | 開星高等学校               |
| 吉川光夫             | 投手       | 1988年04月06日 | 広陵高等学校               |
| 會澤翼               | 捕手       | 1988年04月13日 | 水戸短期大学附属高等学校   |
| 上田剛史             | 外野手     | 1988年10月02日 | 関西高等学校               |
| 木村文紀             | 外野手     | 1988年09月13日 | 埼玉栄高等学校             |
| 堂上直倫             | 内野手     | 1988年09月23日 | 愛知工業大学名電高等学校   |
| 大嶺祐太             | 投手       | 1988年06月16日 | 沖縄県立八重山商工高等学校 |
| 山田大樹             | 投手       | 1988年07月30日 | つくば秀英高等学校         |
| 福田秀平             | 外野手     | 1989年02月10日 | 多摩大学附属聖ヶ丘高等学校 |
| 福田永将             | 内野手     | 1988年07月23日 | 横浜高等学校               |
| 北篤                 | 外野手     | 1988年11月26日 | 石川県立小松工業高等学校   |
| 増渕竜義             | 投手       | 1988年05月03日 | 埼玉県立鷲宮高等学校       |
| ダース・ローマシュ匡 | 投手       | 1988年12月25日 | 関西高等学校               |
| 植村祐介             | 投手       | 1988年07月05日 | 北照高等学校               |
| 延江大輔             | 投手       | 1989年02月03日 | 瀬戸内高等学校             |
| 野原将志             | 内野手     | 1988年04月04日 | 長崎日本大学高等学校       |
| 田中大二郎           | 内野手     | 1988年04月29日 | 東海大学付属相模高等学校   |
| 黒滝将人             | 投手       | 1988年04月21日 | 札幌日本大学高等学校       |
| 高森勇旗             | 内野手     | 1988年05月18日 | 中京高等学校               |
| 橋本良平             | 捕手       | 1988年09月28日 | 智辯学園和歌山高等学校     |
| 佐藤賢治             | 外野手     | 1988年08月26日 | 横浜高等学校               |
| 横山龍之介           | 投手       | 1988年09月29日 | 日本文理高等学校           |
| 山本大明             | 捕手       | 1988年06月10日 | 藤花学園尾山台高等学校     |
| 仁藤拓馬             | 投手       | 1988年07月13日 | 静岡県立島田商業高等学校   |
| 土井健大             | 捕手       | 1989年01月14日 | 履正社高等学校             |
| 梅村学人             | 投手       | 1988年05月18日 | 三重高等学校               |
| 山田弘喜             | 投手       | 1989年03月23日 | 大阪府立城東工科高等学校   |
| 伊集院峰弘           | 内野手     | 1988年06月04日 | 鹿児島実業高等学校         |
| 大抜亮祐             | 投手       | 1988年07月02日 | 中京高等学校               |
| 山中達也             | 投手       | 1988年12月23日 | 香川県立丸亀城西高等学校   |
| 伊奈龍哉             | 外野手     | 1988年05月09日 | 近江高等学校               |

### 2009年入団
|          | ポジション | 生年月日       | 出身高校                 |
| -------- | ---------- | -------------- | ------------------------ |
| 宮田和希 | 投手       | 1988年11月16日 | 大阪府立福泉高等学校     |
| 尾藤竜一 | 投手       | 1988年11月19日 | 岐阜県立岐阜城北高等学校 |

### 2011年入団
|            | ポジション | 生年月日       | 出身高校                           | 出身大学       |
| ---------- | ---------- | -------------- | ---------------------------------- | -------------- |
| 柳田悠岐   | 外野手     | 1988年10月09日 | 広島県立広島商業高等学校           | 広島経済大学   |
| 秋山翔吾   | 外野手     | 1988年04月16日 | 横浜創学館高等学校                 | 八戸大学       |
| 澤村拓一   | 投手       | 1988年04月03日 | 佐野日本大学高等学校               | 中央大学       |
| 大野雄大   | 投手       | 1988年09月26日 | 京都外大西高等学校                 | 佛教大学       |
| 塩見貴洋   | 投手       | 1988年09月06日 | 帝京第五高等学校                   | 八戸大学       |
| 伊志嶺翔大 | 外野手     | 1988年05月12日 | 沖縄尚学高等学校                   | 東海大学       |
| 福山博之   | 投手       | 1989年03月27日 | 島根県立大東高等学校               | 大阪商業大学   |
| 斎藤佑樹   | 投手       | 1988年06月06日 | 早稲田大学系属早稲田実業学校高等部 | 早稲田大学     |
| 大石達也   | 投手       | 1988年10月10日 | 福岡大附属大濠高等学校             | 早稲田大学     |
| 中村恭平   | 投手       | 1989年03月22日 | 立正大学淞南高等学校               | 富士大学       |
| 南昌輝     | 投手       | 1989年01月18日 | 和歌山県立和歌山商業高等学校       | 立正大学       |
| 荒木郁也   | 内野手     | 1988年04月25日 | 日本大学第三高等学校               | 明治大学       |
| 森越祐人   | 内野手     | 1988年08月11日 | 愛知啓成高等学校                   | 名城大学       |
| 阿部俊人   | 内野手     | 1988年12月23日 | 花咲徳栄高等学校                   | 東北福祉大学   |
| 乾真大     | 投手       | 1988年12月08日 | 東洋大学附属姫路高等学校           | 東洋大学       |
| 小林寛     | 投手       | 1989年01月21日 | 石見智翠館高等学校                 | 大阪学院大学   |
| 小山雄輝   | 投手       | 1988年12月05日 | 愛知県立大府高等学校               | 天理大学       |
| 榎下陽大   | 投手       | 1988年07月21日 | 鹿児島県立鹿児島工業高等学校       | 九州産業大学   |
| 黒沢翔太   | 投手       | 1988年08月05日 | 埼玉県立秩父高等学校               | 城西国際大学   |
| 加賀美希昇 | 投手       | 1988年09月05日 | 桐蔭学園高等学校                   | 法政大学       |
| 小池翔大   | 捕手       | 1988年06月24日 | 常総学院高等学校                   | 青山学院大学   |
| 林﨑遼     | 内野手     | 1988年06月12日 | 東洋大学附属姫路高等学校           | 東洋大学       |
| 丸毛謙一   | 外野手     | 1988年08月02日 | 大阪桐蔭高等学校                   | 大阪経済大学   |
| 池ノ内亮介 | 投手       | 1988年11月22日 | 中京高等学校                       | 中京学院大学   |
| 荻野貴幸   | 内野手     | 1988年04月15日 | 杜若高等学校                       | 愛知工業大学   |
| 北野洸貴   | 外野手     | 1988年04月17日 | 横浜創学館高等学校                 | 神奈川大学     |
| 松下一郎   | 捕手       | 1988年07月19日 | 神戸市立六甲アイランド高等学校     | 関西外国語大学 |

### 2012年入団
|          | ポジション | 生年月日       | 出身高校           | 出身大学             |
| -------- | ---------- | -------------- | ------------------ | -------------------- |
| 亀澤恭平 | 内野手     | 1988年10月15日 | 岡山県作陽高等学校 | 環太平洋大学         |
| 太田裕哉 | 投手       | 1988年08月16日 | 一関学院高等学校   |                      |
| 冨田康祐 | 投手       | 1988年04月24日 | PL学園高等学校     | 青山学院大学（中退） |

### 2013年入団
|            | ポジション | 生年月日       | 出身高校                   | 出身大学         |
| ---------- | ---------- | -------------- | -------------------------- | ---------------- |
| 松永昂大   | 投手       | 1988年04月16日 | 香川県立高松商業高等学校   | 関西国際大学     |
| 髙橋朋己   | 投手       | 1988年11月16日 | 加藤学園高等学校           | 岐阜聖徳学園大学 |
| 増田達至   | 投手       | 1988年04月23日 | 柳学園高等学校             | 福井工業大学     |
| 石山泰稚   | 投手       | 1988年09月01日 | 秋田県立金足農業高等学校   | 東北福祉大学     |
| 宮﨑敏郎   | 内野手     | 1988年12月12日 | 佐賀県立厳木高等学校       | 日本文理大学     |
| 戸田亮     | 投手       | 1988年09月04日 | 大成高等学校               | 高千穂大学       |
| 下水流昂   | 外野手     | 1988年04月23日 | 横浜高等学校               | 青山学院大学     |
| 屋宜照悟   | 投手       | 1989年03月29日 | 沖縄県立中部商業高等学校   | 国士舘大学       |
| 小豆畑眞也 | 捕手       | 1988年07月22日 | 岐阜県立長良高等学校       | 中部学院大学     |
| 星野雄大   | 捕手       | 1988年10月19日 | 岡山県立岡山東商業高等学校 |                  |
| 大場達也   | 投手       | 1989年03月10日 | 川崎市立川崎高等学校       | 鶴見大学         |
| 井上公志   | 投手       | 1988年08月21日 | 育英高等学校               | 岐阜聖徳学園大学 |
| 原大輝     | 捕手       | 1988年06月02日 | 広島国際学院高等学校       | 北海道東海大学   |

### 2014年入団
|          | ポジション | 生年月日       | 出身高校                     | 出身大学       |
| -------- | ---------- | -------------- | ---------------------------- | -------------- |
| 石川歩   | 投手       | 1988年04月11日 | 富山県立滑川高等学校         | 中部大学       |
| 秋吉亮   | 投手       | 1989年03月21日 | 東京都立足立新田高等学校     | 中央学院大学   |
| 藤井亮太 | 捕手       | 1988年09月30日 | 兵庫県立高砂南高等学校       | 東海大学       |
| 山本翔也 | 投手       | 1988年10月12日 | 福井工業大学附属福井高等学校 | 法政大学       |
| 大山暁史 | 投手       | 1988年10月06日 | 大分県立別府青山高等学校     | 亜細亜大学     |
| 柴田健斗 | 投手       | 1989年02月08日 | 中京大学附属中京高等学校     | 中京大学       |
| 西原圭大 | 投手       | 1988年09月29日 | 愛媛県立今治北高等学校       | 関西外国語大学 |

### 2015年入団
|          | ポジション | 生年月日       | 出身高校             | 出身大学   |
| -------- | ---------- | -------------- | -------------------- | ---------- |
| 遠藤一星 | 内野手     | 1989年03月23日 | 駒場学園高等学校     | 中央大学   |
| 入野貴大 | 投手       | 1988年11月26日 | 高知県立岡豊高等学校 |            |
| 中元勇作 | 投手       | 1988年12月12日 | 広島県立竹原高等学校 | 近畿大学   |
| 中村恵吾 | 投手       | 1989年03月23日 | 宇部鴻城高等学校     | 神奈川大学 |

### 2016年入団
|          | ポジション | 生年月日       | 出身高校           | 出身大学   |
| -------- | ---------- | -------------- | ------------------ | ---------- |
| 大竹秀義 | 投手       | 1988年07月19日 | 春日部共栄高等学校 | 國學院大學 |

### 2017年入団
|          | ポジション | 生年月日       | 出身高校             | 出身大学 |
| -------- | ---------- | -------------- | -------------------- | -------- |
| 菊沢竜佑 | 投手       | 1988年05月16日 | 秋田県立秋田高等学校 | 立教大学 |

なお、当時注目されながら進路にプロ野球を選ばなかった元選手の著名人としては、早稲田実業の後藤貴司、東京学園の中村慧、駒大苫小牧の本間篤史、國學院久我山高の南波雅俊など。